# Беспорядки в Одессе (1960)
Беспорядки в Одессе 18 декабря 1960 года (укр. Заворушення в Одесі (1960)) — массовые беспорядки на Молдаванке, возникшие из-за недовольства одесситов уровнем обеспечения основными продуктами. Основные события развернулись на углу улиц Мизикевича и Иванова (ныне: Степовая и Дальницкая).

## Ход событий
По словам очевидцев событий, искрой к бунту стал конфликт в местном гастрономе между продавцом и нетрезвым покупателем-солдатом. Конфликт собрал многих наблюдателей и перерос в столкновения с милицией. К вечеру число мятежников значительно увеличилось — до нескольких сотен человек. Для подавления беспорядков были задействованы курсанты милиции и вооруженные автоматами военные, после чего бунт прекратился. Во время беспорядков раздавались антисоветские и антикоммунистические лозунги.

## Итоги
Со слов очевидцев было разгромлено и разграблено несколько магазинов, участковый милиционер получил несколько ножевых ранений. Был сожжён милицейский мотоцикл с коляской и забросан камнями милицейский фургон, а также побиты стекла в здании суда и юридической консультации. По некоторым версиям участковый был подвергнут линчеванию через избиение или повешение. А уже утром 19 декабря 1960 года была произведена серия арестов, в результате которой было осуждено 13 человек. Задержанные получили разные сроки от 2 до 15 лет.